# Simon Spoor

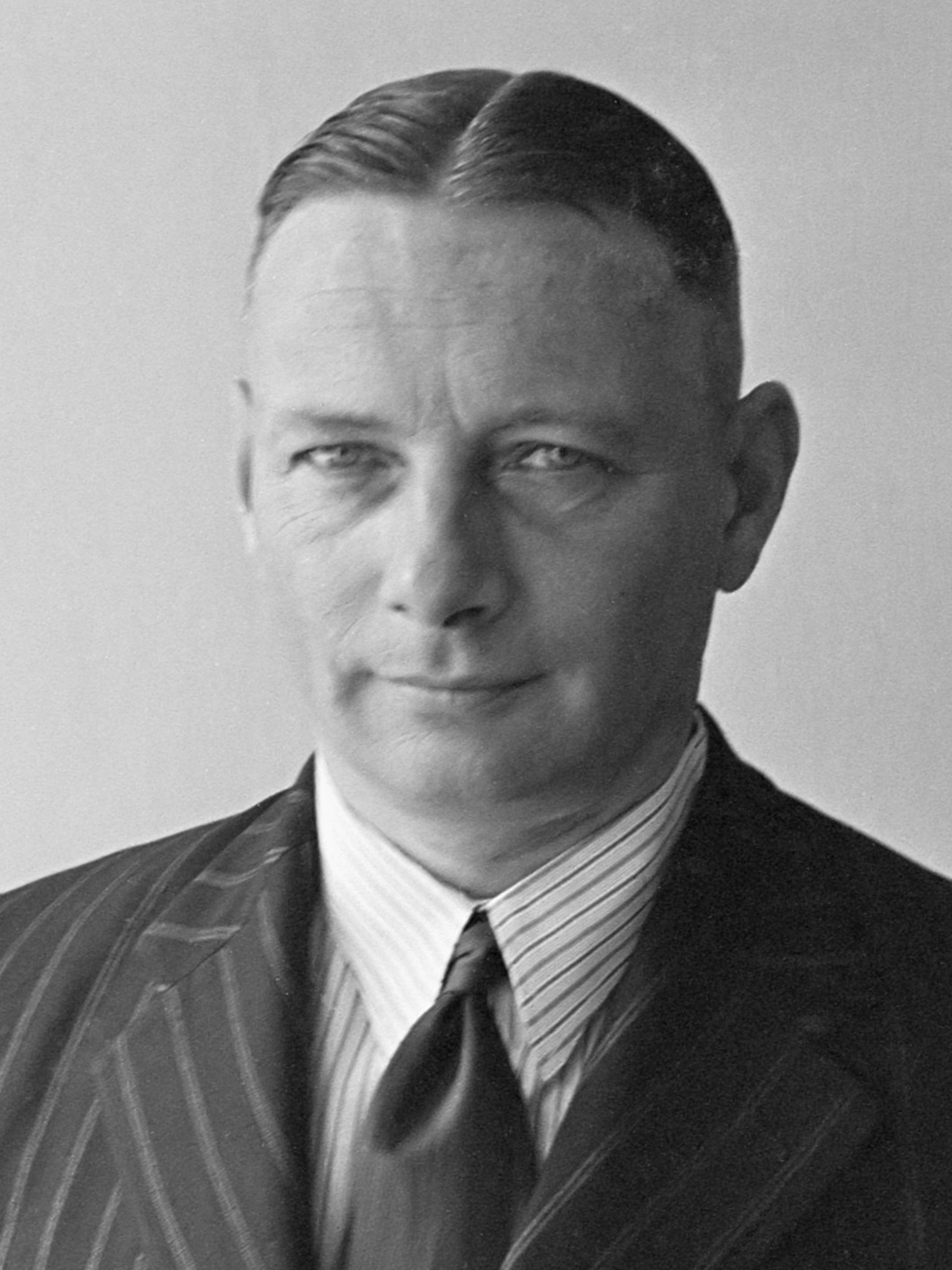
Simon Spoor

Simon Hendrik Spoor (* 12. Januar 1902 in Amsterdam; † 25. Mai 1949 in Batavia) war Befehlshaber der Landstreitkräfte in Niederländisch-Indien/Indonesien in den Jahren 1946 bis 1949. Er war der Sohn von Andreas Petrus Spoor, Konzertmeister und Dirigent des Concertgebouw-Orchesters, und Catharina Petronella Jautze. Seine Großmutter väterlicherseits war die Schauspielerin, Balletttänzerin und Sopranistin Sophie van Gijtenbeek.

## Karriere
Im Jahre 1923 als Offizier vereidigt, machte Spoor Karriere in der Königlich Niederländisch Indischen Armee (KNIL). Zwischenzeitlich war er einige Zeit Lehrer an der Königlichen Militärakademie in Breda. Im Jahre 1943 wurde er Direktor des niederländischen militärischen Nachrichtendienstes (NEFIS) in Australien. Seine Ernennung zum Armeekommandanten in Indonesien im Range eine Generalmajors (zeitweilig Generalleutnant) erfolgte im Januar 1946. In dieser Eigenschaft leitete er die Operationen gegen die indonesischen Nationalisten, von denen die Polizeiaktionen von 1947 und 1948 die bekanntesten sind.
Am 20. Mai 1949 nahm Spoor noch das Mittagessen im Restaurant des Jachtclubs in Tanjung Priok ein; drei Tage später bekam er ernsthafte Herzbeschwerden, denen er nach weiteren zwei Tagen erlag. Er wurde nur 47 Jahre alt. Die Tischgenossen von Spoor, sein Adjutant Rittmeister Smulders und der Hauptmilitärpfarrer Verhoeven, waren nach dem Mittagessen ebenfalls ernsthaft krank geworden. Smulders lag drei Tage im Koma, und Verhoeven wurde mit dem Truppentransporter „Grote Beer“ zur weiteren Behandlung in die Niederlande gebracht. Die übrigen Gäste, die genau dasselbe gegessen hatten, klagten über keine Folgen. Eine zufällige bakterielle Nahrungsmittelvergiftung wurde daher ausgeschlossen. Da der Leichnam von Spoor nicht seziert wurde, blieb sein Tod umgeben von Gerüchten, denen zufolge er mit der „Sache Fähnrich Aernout“ zusammenhängen sollte, einer Korruptionsuntersuchung an der Spitze der KNIL.
Zur Zeit des Todes von Spoor zeichnete sich bereit ein baldiges Ende der niederländischen Anwesenheit in Indonesien ab. Kurz vor seinem Tod war er noch zum Vier-Sterne-General befördert worden.

## Ehen
Spoor war dreimal verheiratet:
- 1. am 22. Dezember 1923 mit Louise Anna Marie Ooms (geschieden 31. März 1938).
- 2. am 6. Oktober 1938 mit Rika Cornelia Kroeze (geschieden 24. März 1947).
- 3. am 3. April 1947 mit Hermanna Trijntje Dijkema.

Aus der ersten Ehe stammt ein Sohn, André Spoor.

## Auszeichnungen

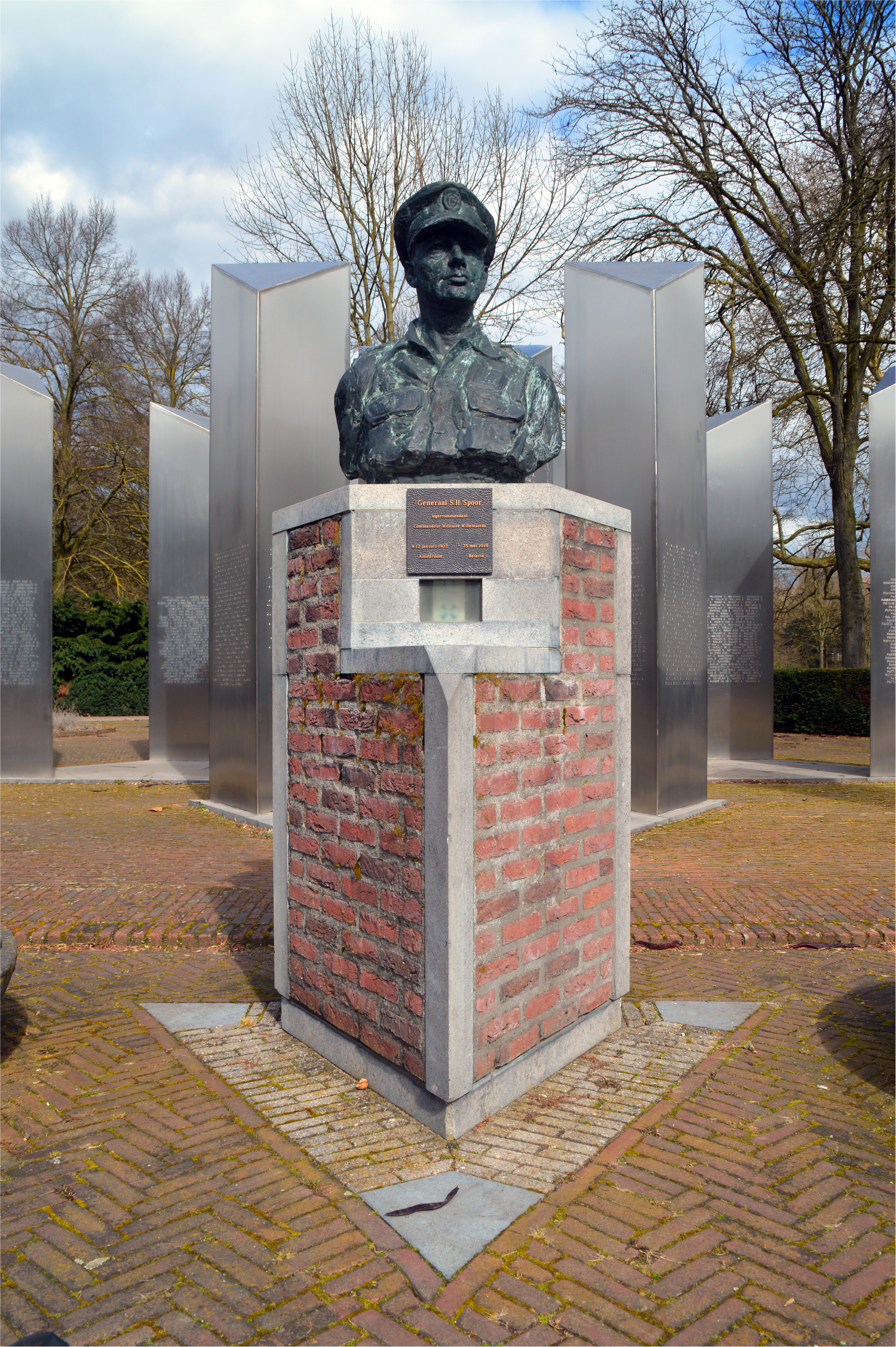
Büste von General Simon Hendrik Spoor National Indianerdenkmal 1945–1962 Roermond

General Spoor hat mehrere Auszeichnungen empfangen, darunter sind:
- Der Bronzene Löwe am 9. Mai 1949
- Die Medal of Freedom der USA
- Den Militärischen Willems-Orden (postum)

Die Medaillen wurden von seiner Witwe im April 2009 dem Museum Bronbeek gestiftet, wo seine Uniform bereits ausgestellt war.
In Ermelo befindet sich eine General-Spoor-Kaserne, in der das 45. Panzerinfanteriebataillon, das Regiment Infanterie Oranje Gelderland (RIOG) und das 400. Medizinische Bataillon liegen.